# Deinostratos
Deinostratos (lat. Dinostratus), var en grekisk matematiker, som levde omkring 390 f.Kr. till 320 f.Kr. Han var bror till den framstående matematikern Menaichmos och nämns såsom Platons lärjunge. Deinostratos var den förste, som löste det bekanta problemet om cirkelns kvadratur, d. v. s. problemet att finna en kvadrat, vars yta är lika med en given cirkels. Vid denna lösning använde han en kurva, som till följd därav blivit kallad tetragonizusa eller quadratrix. Denna kurva var emellertid redan förut uppfunnen av Hippias (Hippias från Elis) och av honom använd för att dela en vinkel i tre lika delar.